# Amikacina
L'amikacina és un antibiòtic del grup dels aminoglucòsids que s'utilitza en el tractament de diferents infeccions bacterianes. Això inclou infeccions de les articulacions, infeccions intraabdominals, meningitis, pneumònia, sèpsia i infeccions del tracte urinari. També s'utilitza per al tractament de la tuberculosi multiresistent. S'administra com a injecció intravenosa o intramuscular.
L'amikacina, igual que els altres antibiòtics aminoglucòsids, pot provocar pèrdua d'audició, problemes d'equilibri i problemes de ronyó. Entre altres efectes secundaris s'hi inclouen la paràlisi, que pot dur a la incapacitat per respirar. Si s'utilitza durant l'embaràs pot provocar sordesa permanent en el nadó. L'amikacina produeix el bloqueig de la funció de la subunitat menor del ribosoma procariòtic, que incapacita el bacteri per produir proteïnes.
L'amikacina fou patentada el 1971 i introduïda al mercat el 1976.
Fou preparada per Kawaguchi i alguns col·laboradors l'any 1972. Es presenta en forma de pólvores cristal·lines que es fonen a 203-204 °C.
Usada en el tractament de diferents infeccions bacterianes. Actua unint-se a la subunitat 30S del ribosoma bacterià, impedint la lectura de l'ARN i conduint al bacteri a la impossibilitat de sintetitzar proteïnes necessàries per al seu creixement i desenvolupament.
És emprada principalment contra gèrmens hospitalaris multiresistents (sobretot bacils gramnegatius).